# E Ola Ke Aliʻi Ke Akua
E Ola Ke Aliʻi Ke Akua – hymn Hawajów w latach 1860–1866. Autorem słów jest król Lunalilo I, melodia została zapożyczona z hymnu Wielkiej Brytanii.

## Słowa
Słowa hawajskie
Ke Akua Mana Mau

Hoʻomaikaʻi, pōmaikaʻi

I ka mōʻī

Kou lima mana mau

Mālama kiaʻi mai

Ko mākou nei mōʻī

E ola ē

Ka inoa kamahaʻo

Lei nani o mākou

E ola ē

Kou ʻeheu uhi mai

Pale nā ʻino ē

Ka mākou pule nō

E ola ē

I mua ou mākou

Ke aliʻi o nā Aliʻi

E aloha mai

E mau ke ea e

O ke aupuni nei

E ola mau mākou

Me ka mōʻī
Angielskie tłumaczenie
Eternal, mighty God

Bless us from your bright abode

Our sovereign king

May your all powerful arm

Ward from our sire all harm

Let no vile foe alarm

Long may he reign

Royal distinguished name

Our beauteous diadem

Long life be yours

Thy wing spread over our land

From every foe defend

To you our prayers ascend

Long live our king

Before Thee

King of Kings

Of Whom all nature sings

Our prayer we bring

Oh, let our kingdom live

Life, peace and union give

Let all Thy care receive

Bless Thou our king